# Olivier Beer
Pour les articles homonymes, voir Beer.
Olivier Beer (né le 18 octobre 1990 à Lausanne) est un coureur cycliste suisse, spécialiste de la piste.

## Palmarès sur piste

### Championnats du monde
- Melbourne 2012
  - 11e de la poursuite par équipes
- Cali 2014
  - 6e de la poursuite par équipes
  - 7e de l'omnium
- Saint-Quentin-en-Yvelines 2015
  - 6e de la poursuite par équipes
- Londres 2016
  - 9e de la poursuite par équipes

### Championnats d'Europe
- Anadia 2011
  -  Médaillé de bronze de la poursuite par équipes espoirs

### Championnats de Suisse
- 2009
  - 2e de la poursuite par équipes
- 2011
  -  Champion de Suisse de poursuite par équipes[n 1]
  - 3e du kilomètre
- 2012
  -  Champion de Suisse de poursuite par équipes[n 2]
  -  Champion de Suisse du kilomètre
  -  Champion de Suisse du scratch
- 2013
  -  Champion de Suisse de l'américaine (avec Claudio Imhof)
  -  Champion de Suisse du kilomètre
  - 2e de la poursuite
  - 2e de la course aux points
  - 3e du scratch
- 2014
  -  Champion de Suisse de poursuite par équipes[n 3]
  -  Champion de Suisse du kilomètre
  -  Champion de Suisse de la course aux points
  - 2e de l'américaine
  - 3e de la poursuite
- 2015
  - 2e de la vitesse
- 2017
  -  Champion de Suisse du kilomètre

## Palmarès sur route

### Par année
- 2013
  - Prologue du Tour du Jura

### Classements mondiaux
| Année           | 2016   |
| --------------- | ------ |
| UCI Europe Tour | 1 832e |